# República Autónoma Socialista Soviética de Udmurtia
La República Autónoma Socialista Soviética de Udmurtia (en udmurto: Удмурт Автономной Советской Социалистической Республика, romanizado: Udmurt Avtonomnoj Sovetskoj Socialistićeskoj Respublika; en ruso: Удмуртская Автономная Советская Социалистическая Республика, romanizado: Udmurtskaya Avtonomnaya Sovetskaya Sotsialisticheskaya Respublika), fue una república autónoma de la antigua Unión Soviética dentro de la República Socialista Federativa Soviética de Rusia. Era denominada así por los udmurtos. Se formó el 4 de noviembre de 1920 como el óblast autónomo votiaco ("votiaco" es un nombre obsoleto para los udmurtos) y renombrado como óblast autónomo Udmurto en 1932. El 28 de diciembre de 1934, el oblast pasó a llamarse república autónoma socialista soviética de Udmurtia, pero no se convirtió en miembro de pleno derecho de la República Federativa Socialista Soviética de Rusia hasta 1936.
En 1937, se creó la Constitución de Udmurtia y el Sóviet Supremo de la República Socialista Soviética Autónoma de Udmurtia ganó el poder. El Consejo Supremo de Udmurtia declaró la soberanía estatal el 20 de septiembre de 1990 y Udmurtia fue renombrada como república de Udmurtia el 11 de octubre de 1991.

## Historia
El 27 de octubre de 1917, los bolcheviques obtuvieron el poder en Izhevsk y establecieron un gobierno territorial. El Primer Congreso resolvió unirse a la República Socialista Federativa Soviética de Rusia en junio de 1918. En abril de 1919, Udmurtia fue tomada por Aleksandr Kolchak. El Ejército Rojo destituyó a Kolchak del poder dos meses después, en junio de 1919. En 1920, el Comité Ejecutivo Central y el Consejo de Comisarios del Pueblo de la RSFSR establecieron el óblast autónomo votiaco. En 1932, el óblast autónomo votiaco pasó a llamarse óblast autónomo Udmurto. El 27 de febrero de 1921, la primera Conferencia Comunista Regional declaró que el territorio era una región autónoma.
Bajo los planes quinquenales de 1929 a 1940, Udmurtia se industrializó. En 1940, la literatura y el arte profesional crecieron y se crearon instituciones educativas y científicas. En marzo de 1937, el Segundo Congreso ratificó la constitución de Udmurtia.
Durante la Segunda Guerra Mundial, los trabajadores de Udmurtia produjeron armas para el Ejército Rojo. Udmurtia produjo 11,000,000 rifles y carabinas en la guerra, superando la producción industrial de Alemania. Las fábricas industriales fueron evacuadas de Ucrania a Udmurtia, aumentando así la población étnica rusa y estimulando el crecimiento económico. En 1969, las plantas de aceite se establecieron en Udmurtia.
Cuando la Unión Soviética se desintegró, la RASS de Udmurtia se convirtió en la república de Udmurtia, sujeto de Federación Rusa.